# Gahisha
Gahisha är ett vattendrag i Burundi.   Det ligger i provinsen Cibitoke, i den nordvästra delen av landet, 60 kilometer norr om huvudstaden Bujumbura.
Omgivningarna runt Gahisha är en mosaik av jordbruksmark och naturlig växtlighet. Runt Gahisha är det tätbefolkat, med 383 invånare per kvadratkilometer.